# Ленглі (місто, Британська Колумбія)
Ленглі (англ. Langley) — місто в Канаді, у провінції Британська Колумбія, у складі регіонального округу Метро-Ванкувер.

## Населення
За даними перепису 2016 року, місто нараховувало 25888 осіб, показавши зростання на 3,2 %, порівняно з 2011-м роком. Середня густина населення становила 2 533,6 осіб/км².
З офіційних мов обидвома одночасно володіли 1 235 жителів, тільки англійською — 23 915, тільки французькою — 5, а 360 — жодною з них. Усього 3710 осіб вважали рідною мовою не одну з офіційних, з них. 65 — українську.
Працездатне населення становило 65,6 % усього населення, рівень безробіття — 5,9 % (6 % серед чоловіків та 5,7 % серед жінок). 88,8 % осіб були найманими працівниками, а 9,3 % — самозайнятими.
Середній дохід на особу становив $40 522 (медіана $33 658), при цьому для чоловіків — $48 747, а для жінок $33 027 (медіани — $42 672 та $27 052 відповідно).
34 % мешканців мали закінчену шкільну освіту, не мали закінченої шкільної освіти — 20 %, 46 % мали післяшкільну освіту, з яких 27,8 % мали диплом бакалавра, або вищий, 75 осіб мали вчений ступінь.
| Статево-вікова структура населення | Статево-вікова структура населення | Статево-вікова структура населення | Статево-вікова структура населення | Статево-вікова структура населення |
| ---------------------------------- | ---------------------------------- | ---------------------------------- | ---------------------------------- | ---------------------------------- |
|                                    |                                    |                                    |                                    |                                    |
| Всього                             | Всього                             | 47,9%52,1%                         |                                    |                                    |
| 0 — 14 років                       | 0 — 14 років                       |                                    | 15,1%                              | 15,1%                              |
| 15 — 64 років                      | 15 — 64 років                      |                                    | 65,7%                              | 65,7%                              |
| 65 і більше                        | 65 і більше                        |                                    | 19,2%                              | 19,2%                              |
| 85 і більше                        | 85 і більше                        |                                    | 3,3%                               | 3,3%                               |
| 100 і більше                       | 100 і більше                       |                                    | 0%                                 | 0%                                 |
| Середній вік (років)               | Середній вік (років)               | 40,843,9                           | 42,5                               | 42,5                               |
| Медіана (років)                    | Медіана (років)                    | 40,444,1                           | 42,2                               | 42,2                               |
| — чоловіки — жінки                 |                                    |                                    |                                    |                                    |

| Походження мешканців:     | Походження мешканців:     | Походження мешканців: | Походження мешканців: | Походження мешканців: |
| ------------------------- | ------------------------- | --------------------- | --------------------- | --------------------- |
| Походження                |                           |                       | осіб                  | %                     |
| Корінні американці        | Корінні американці        |                       | 1 785                 | 7.05%                 |
| Інше північноамериканське | Інше північноамериканське |                       | 6 175                 | 24.39%                |
| Європейське               | Європейське               |                       | 20 025                | 79.1%                 |
| британське                | британське                |                       | 13 745                | 54.3%                 |
| французьке                | французьке                |                       | 3 015                 | 11.91%                |
| українське                | українське                |                       | 1 730                 | 6.83%                 |
| Латинськоамериканське     | Латинськоамериканське     |                       | 465                   | 1.84%                 |
| Карибське                 | Карибське                 |                       | 155                   | 0.61%                 |
| Африканське               | Африканське               |                       | 270                   | 1.07%                 |
| Азійське                  | Азійське                  |                       | 3 185                 | 12.58%                |
| Океанійське               | Океанійське               |                       | 255                   | 1.01%                 |

| Зайнятість населення за галузями (за класифікацією NOC): | Зайнятість населення за галузями (за класифікацією NOC): | Зайнятість населення за галузями (за класифікацією NOC): | Зайнятість населення за галузями (за класифікацією NOC): | Зайнятість населення за галузями (за класифікацією NOC): |
| -------------------------------------------------------- | -------------------------------------------------------- | -------------------------------------------------------- | -------------------------------------------------------- | -------------------------------------------------------- |
|                                                          |                                                          |                                                          |                                                          |                                                          |
| Управління                                               | Управління                                               |                                                          | 9,6%                                                     | 9,6%                                                     |
| Бізнес, фінанси та адміністрування                       | Бізнес, фінанси та адміністрування                       |                                                          | 16%                                                      | 16%                                                      |
| Природничі та прикладні науки                            | Природничі та прикладні науки                            |                                                          | 4,3%                                                     | 4,3%                                                     |
| Охорона здоров'я                                         | Охорона здоров'я                                         |                                                          | 4,6%                                                     | 4,6%                                                     |
| Освіта, правозахист, муніципальні та урядові служби      | Освіта, правозахист, муніципальні та урядові служби      |                                                          | 10,3%                                                    | 10,3%                                                    |
| Мистецтво, культура, відпочинок та спорт                 | Мистецтво, культура, відпочинок та спорт                 |                                                          | 2,8%                                                     | 2,8%                                                     |
| Роздрібна торгівля та послуги                            | Роздрібна торгівля та послуги                            |                                                          | 25,8%                                                    | 25,8%                                                    |
| Гуртова торгівля, транспорт та обладнання                | Гуртова торгівля, транспорт та обладнання                |                                                          | 20,1%                                                    | 20,1%                                                    |
| Природні ресурси, сільське господарство                  | Природні ресурси, сільське господарство                  |                                                          | 2,4%                                                     | 2,4%                                                     |
| Виробництво                                              | Виробництво                                              |                                                          | 3,9%                                                     | 3,9%                                                     |

## Клімат
Середня річна температура становить 10,4 °C, середня максимальна — 21,7 °C, а середня мінімальна — -2,3 °C. Середня річна кількість опадів — 1 615 мм.
| Клімат поселення                              | Клімат поселення | Клімат поселення | Клімат поселення | Клімат поселення | Клімат поселення | Клімат поселення | Клімат поселення | Клімат поселення | Клімат поселення | Клімат поселення | Клімат поселення | Клімат поселення | Клімат поселення |
| Показник                                      | Січ.             | Лют.             | Бер.             | Квіт.            | Трав.            | Черв.            | Лип.             | Серп.            | Вер.             | Жовт.            | Лист.            | Груд.            |                  |
| Середній максимум, °C                         | 8,14             | 10,08            | 12,24            | 14,84            | 18,19            | 20,90            | 21,43            | 21,65            | 18,62            | 13,66            | 9,59             | 6,56             |                  |
| Середня температура, °C                       | 2,92             | 4,86             | 7,04             | 9,63             | 12,97            | 15,68            | 18,12            | 18,35            | 15,33            | 10,38            | 6,30             | 3,27             |                  |
| Середній мінімум, °C                          | −2,29            | −0,35            | 1,82             | 4,40             | 7,76             | 10,46            | 14,82            | 15,06            | 12,04            | 7,07             | 3,00             | −0,02            |                  |
| Норма опадів, мм                              | 218              | 150              | 140              | 125              | 105              | 83               | 57               | 56               | 76               | 158              | 248              | 199              |                  |
| Середньомісячна швидкість вітру, м/с          | 2.95             | 2.83             | 2.98             | 2.82             | 2.73             | 2.78             | 2.68             | 2.42             | 2.16             | 2.35             | 2.89             | 2.96             |                  |
| Середньомісячна сонячна радіація, кДж/м²·день | 3186             | 6092             | 9845             | 14893            | 18419            | 19885            | 21192            | 18202            | 13087            | 7033             | 3534             | 2503             |                  |
| --------------------------------------------- | ---------------- | ---------------- | ---------------- | ---------------- | ---------------- | ---------------- | ---------------- | ---------------- | ---------------- | ---------------- | ---------------- | ---------------- | ---------------- |
| Джерело:                                      |                  |                  |                  |                  |                  |                  |                  |                  |                  |                  |                  |                  |                  |